# Canadas provinser og territorier
Canada har 10 provinser og 3 territorier. Provinserne har noget højere grad af selvstyre end territorierne. Hver provins har en egen regering og parlament. Der kan derfor være store forskelle på love og forordninger fra provins til provins.
Canadas ti provinser (hovedstad i parentes):
- Alberta (Edmonton)
- Britisk Columbia (Victoria)
- Manitoba (Winnipeg)
- New Brunswick (Fredericton)
- Newfoundland og Labrador (St. John's)
- Nova Scotia (Halifax)
- Ontario (Toronto)
- Prince Edward Island (Charlottetown)
- Quebec (Québec by)
- Saskatchewan (Regina)

Canadas tre territorier:
- Yukon (Whitehorse)
- North West Territories (Yellowknife)
- Nunavut (Iqaluit)